# Sydney Lassick
Sydney Lassick (Chicago, 23 de julio de 1922 - Los Ángeles, 12 de abril de 2003) fue un actor de cine estadounidense recordado por haber interpretado al personaje de Charlie Cheswick en el clásico One Flew Over the Cuckoo's Nest.

## Biografía
Lassick nació el 23 de julio de 1922 en Chicago, Illinois. Es conocido por su papel de Charlie Cheswick en la película One Flew Over the Cuckoo's Nest junto a Jack Nicholson, Danny DeVito, Louise Fletcher y  Christopher Lloyd. Su nombre se escribía a veces Sidney.
Uno de los papeles más destacados además del mencionado, fue el del Sr. Fromm, el profesor de literatura de Carrie White en el film de 1976 Carrie, película que fue un gran éxito a nivel comercial y público junto a las actrices Betty Buckley, Sissy Spacek y Amy Irving.

## Fallecimiento
Murió debido a  complicaciones de la diabetes, a los 80 años en Los Ángeles, California. Su único sobreviviente fue una hermana mayor. Sydney Lassick fue enterrado en un sencillo servicio judío en el Parque cementerio memorial Monte Sinaí de Los Ángeles, California.

## Filmografía
- Something to Sing About - 2002
- Future Shock - 1994
- Sister Act 2 - 1993
- Deep Cover . 1992
- Silent Madness - 1984
- Out on Bail - 1989
- Committed - 1988
- Body Slam - 1987
- Alligator - 1980
- The Unseen - 1980
- Carrie - 1976
- One Flew Over the Cuckoo's Nest - 1975